# Ramsåsa landskommun
Ramsåsa landskommun var en tidigare kommun i dåvarande Malmöhus län.

## Administrativ historik
Kommunen bildades i Ramsåsa socken i Färs härad i Skåne när 1862 års kommunalförordningar trädde i kraft. 
Vid kommunreformen 1952 uppgick kommunen i Tomelilla köping som ombildades 1971 till Tomelilla kommun.